# Har Gobind
Har Gobind (Panjabi ਹਰਿਗੋਬਿੰਦ; * 1595 in Vadali Guru bei Amritsar; † 1644; auch Har Govind) war der sechste Guru der Sikhs. Er war der einzige Sohn des fünften Gurus, Arjan Dev. 1606 wurde er nach dem Tod seines Vaters Guru.
Har Gobind verursachte die zunehmende Militarisierung der Sikhs. Das war einerseits die Folge des Märtyrertodes von Arjun Dev, aber auch der Zuwachs aus der ländlichen Bevölkerung (vor allem Jats), die kriegerische Traditionen hatten, war ein Grund. Das wichtigste Symbol der Sikhs, die zwei Schwerter, die für die weltliche Macht (miri) und die spirituelle Kraft (piri) stehen, wurde durch Har Gobind begründet. Der Guru betonte die Balance zwischen weltlicher und spiritueller Sphäre.
| Personendaten    | Personendaten           |
| ---------------- | ----------------------- |
| NAME             | Har Gobind              |
| KURZBESCHREIBUNG | sechster Guru der Sikhs |
| GEBURTSDATUM     | 1595                    |
| GEBURTSORT       | Vadali Guru, Amritsar   |
| STERBEDATUM      | 1644                    |